# Dibob
Dibob é uma banda brasileira de pop punk do Rio de Janeiro, popular em meados dos anos 2000 e famosa por suas músicas humorísticas. Formados em 2001 pelos amigos Dedeco, Gesta, Miguel e Faucom, iniciaram o projeto inicialmente apenas para "se divertirem"; seu nome, "Dibob", é uma contração da expressão "de bobeira". Seu primeiro lançamento, o EP Markebra, foi lançado em 2003, seguido pelos aclamados álbuns completos O Fantástico Mundo Dibob (2004) e A Ópera do Cafajeste (2007). Para o lançamento deste último álbum, foi organizado um grande show no extinto Canecão.
Na edição de 2005 do prêmio MTV Video Music Brasil, fizeram um cover de "Nós Vamos Invadir Sua Praia" do Ultraje a Rigor ao lado de Leela, Ramirez e Forfun, com quem desenvolveriam uma forte amizade. Em 2012 colaboraram na música "Rio Porque Tô no Rio", descrita como uma homenagem ao Rio de Janeiro.
Em 2009, Dedeco deixou a banda, e Gesta assumiu os vocais principais; como um trio lançaram o álbum cover Resgate em 2010. Dedeco retornou no ano seguinte, mas anunciaram que iriam encerrar suas atividades logo depois. Após um hiato de 4 anos, eles confirmaram que voltariam a se apresentar; em 2020 eles tocaram no festival Rio Rock Tour ao lado de Strike, Catch Side e Darvin. Em 2016, Faucom formou o projeto paralelo Tivoli, ao lado de membros do Forfun e Ramirez, e o supergrupo Riocore All Stars em 2018, também com ex-membros do Forfun, Ramirez e Scracho.

## Integrantes
- Dedeco – voz principal, guitarra rítmica (2001–2009; 2011; 2015–presente)
- Gesta – voz principal, baixo (2001–2011; 2015–presente)
- Miguel – guitarra, vocal de apoio (2001–2011; 2015–presente)
- Faucom – bateria (2001–2011; 2015–presente)

## Discografia

#### Álbuns de estúdio
- (2004) O Fantástico Mundo Dibob
- (2007) A Ópera do Cafajeste
- (2010) Resgate
- (2024) Ainda